# Comida de rua

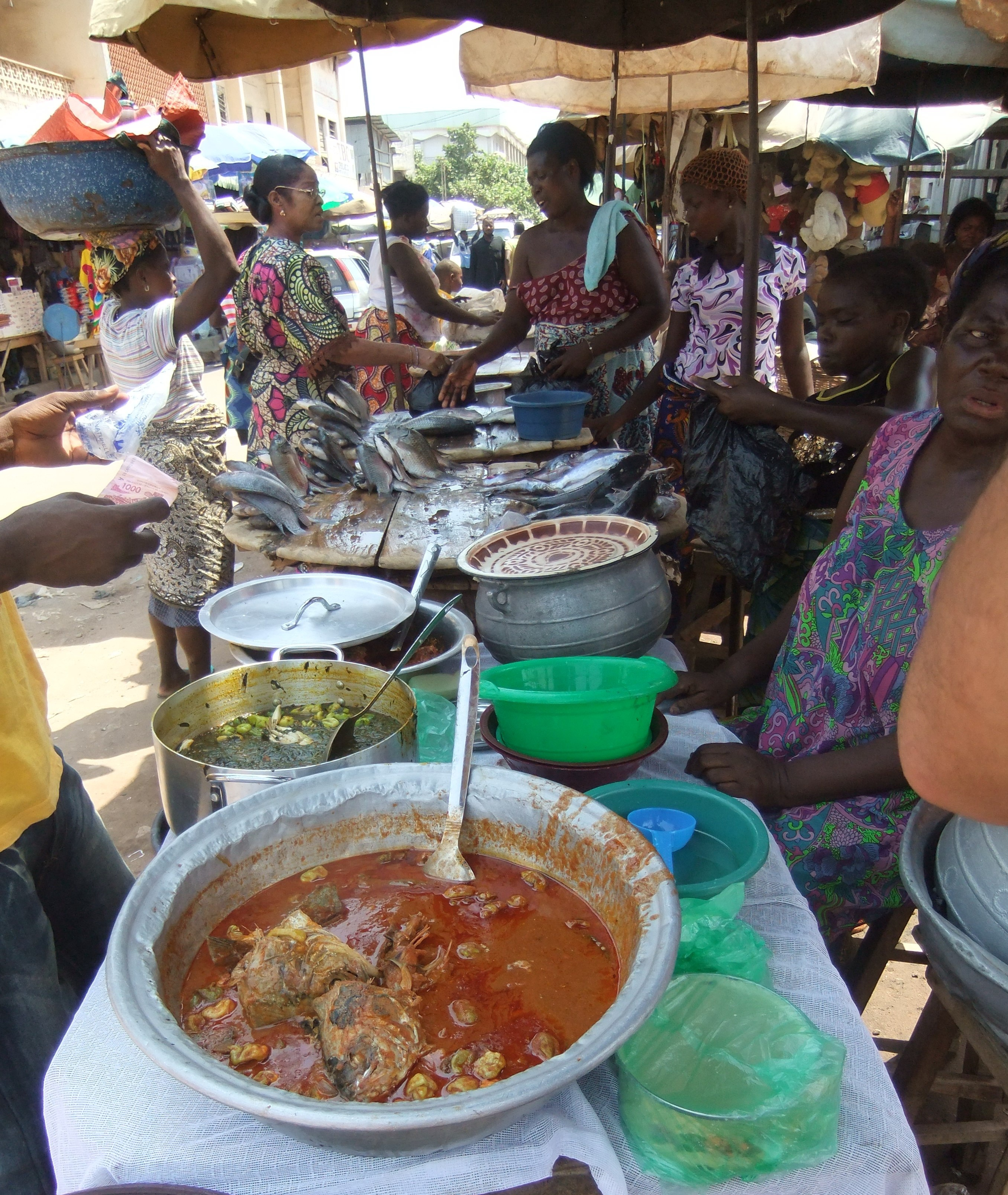
Comida de rua no Togo.

Comida de rua é aquela comida ou bebida vendida em ruas ou outros locais públicos, como mercados ou feiras, por um vendedor ou ambulante, muitas vezes a partir de uma barraca de alimentos, tabuleiro ou  carros de comida. Enquanto alguns alimentos de rua são regionais, vários outros não são, tendo se espalhado para além de sua região de origem. De acordo com um estudo de 2007 da Organização das Nações Unidas para Alimentação e Agricultura (FAO, sigla em inglês), 2,5 bilhões de pessoas comem comida de rua todos os dias. 
Hoje, as pessoas podem comprar comida de rua por uma série de razões, tais como a obtenção de alimentos a preços razoáveis, ou ser uma opçãoe saborosa em um ambiente sociável, para experimentar cozinhas étnicas e também para a nostalgia.